# Phyllophaga alquizara
Phyllophaga alquizara är en skalbagge som beskrevs av Edward Albert Chapin 1932. Arten ingår i släktet Phyllophaga och familjen Melolonthidae. Inga underarter finns listade i Catalogue of Life.